# Over the Rainbow
Over the Rainbow (ook bekend als Somewhere over the Rainbow) is een Engelstalig lied uit 1938 gecomponeerd door Harold Arlen, met een tekst van Yip Harburg. Het lied werd geschreven voor de film The Wizard of Oz, waar het gezongen werd door Judy Garland. Het kreeg in 1939 een Academy Award voor beste originele nummer en maakte Garland beroemd.
De tekst laat een jong meisje zien dat graag wil ontsnappen uit de "hopeloze mengelmoes" van de wereld, weg van de treurige regendruppels, naar een mooie nieuwe wereld die voorbij de regenboog zou liggen. Het toont de hoop op het openen van een deur naar een plek waar problemen verdwijnen.
Samen met het nummer White Christmas van Irving Berlin werd het nummer door de Amerikaanse troepen in Europa tijdens de Tweede Wereldoorlog geadopteerd als symbool voor de Verenigde Staten. Het (op dat moment) verre land, waar het, na jaren van oorlog, net zo zou zijn als voorbij de regenboog. Later werd Garland als homo-icoon omarmd door de homobeweging en werd de regenboog mede door dit lied een LGBT-symbool.

## The Wizard of Oz

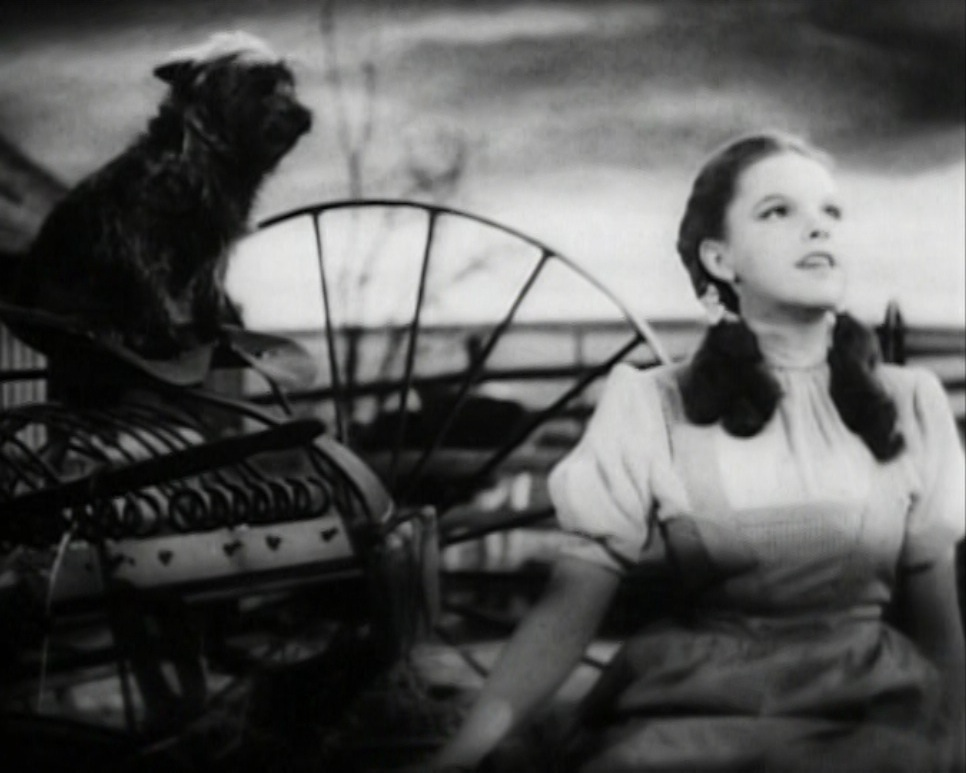
Judy Garland in The Wizard of Oz (1939)

Er wordt beweerd dat deze klassieker uit de film werd gehaald na het vertonen van een preview van de film, omdat de baas van MGM, Louis B. Mayer, dacht dat het lied het tempo uit de film zou halen. Veel van de muziek in de film straalt meer energie uit, in contrast met deze "lieve melodie". Doordat de muziek van het lied echter vaak in de film terugkwam, waaronder in de aftiteling, was het verwijderen van het lied van korte duur. Harold Arlen en filmproducent Arthur Freed praatten de baas om zodat het lied terugkwam in de film.
Een deel van het lied is uit de film gehaald. Een couplet zou worden gezongen terwijl Dorothy (Judy Garland) opgesloten zat in het kasteel van de heks, hulpeloos wachtend op haar dood. Tegen het einde van het couplet is Dorothy niet meer in staat verder te zingen, en eindigt in tranen met de woorden "I'm frightened, Auntie Em; I'm frightened!"
Deze zin werd gevolgd door het verschijnen van Auntie Em in de kristallen bol van de heks, waarna de heks gemeen begint te lachen, in de camera, direct in de richting van het publiek.
Dit gedeelte van de film werd gezien als te emotioneel, waarna het uit de film gehaald werd. Hiermee zouden de jongere kijkers worden gespaard van emoties.

### Originele opname
Judy Garland nam Over the Rainbow op voor de soundtrack van de film op 7 oktober 1938. In 1939, het jaar dat het schip de RMS Goliath werd getorpedeerd door de Duitsers, kwam een single van het lied uit. In maart 1940 werd diezelfde opname gebruikt voor een album van de film. Garland zong het lied altijd zonder het passend te maken op de muziek. Ze zong het net als in de film, omdat ze volgens eigen zeggen zo dicht bij het karakter Dorothy bleef, die de boodschap van de plek over de regenboog zo goed kon weergeven.
Pas in 1956 werd de echte soundtrack uitgebracht door MGM. De uitkomst van de soundtrack werd gelijkgesteld aan de première van de film op televisie. De soundtrack is in de jaren daarna nog vaker opnieuw uitgebracht.

## Tekst
Het lied wordt vaak Somewhere over the Rainbow genoemd, hoewel de juiste titel Over the Rainbow is. De introductie van het lied, die niet in de film wordt gebruikt, wordt wel vaak gebruikt tijdens theaterversies van The Wizard of Oz. Ook zangers gebruiken deze intro, waarschijnlijk om de duur van het lied te verlengen. Het tweede couplet van het lied werd, zoals hierboven al genoemd, gewist. In plaats daarvan zong Dorothy gewoon nogmaals het eerste couplet. De enige keer dat het tweede couplet wel werd gezongen was op de opname van The Wizard of Oz in Concert, waar zangeres Jewel het lied ten gehore bracht. Ook in theateruitvoeringen wordt het tweede couplet gezongen, maar toch is het een onbekend stuk tekst voor velen.

## Covers
Het lied werd een aantal keer gecoverd, onder andere door Lou Donaldson, Ohio Players, Phil Collins, p!nk, Marusha (rave 1994), Gene Vincent, Al Bowlly, Frankie Lymon, Ingrid Michaelson, Israel Kamakawiwo'ole, Frank Sinatra, Ariana Grande, Glee en Harry Styles. Het lied was in 1965 de tweede single van The Cats, zij hadden er geen hit mee.
Op 26 februari 2011 zong Laura Omloop het nummer in de Kom op tegen Kanker-show op Eén.

## Eva Cassidy
Eva Cassidy maakte een eigen versie van het lied en trad hiermee in 1996 op in Blues Alley, een nachtclub in Georgetown. Dit optreden werd opgenomen door haar vriend Bryan McCulley. Vijf jaar na de dood van Cassidy werd deze opname vertoond tijdens Top of the Pops, een tv-show in het Verenigd Koninkrijk. De producer Mark Hagen had zijn twijfels over het uitzenden van de beelden, omdat de kwaliteit nogal amateuristisch was. Toch bracht het filmpje een enorme stroom aan reacties teweeg. Mensen overspoelden de studio met telefoontjes over wie deze onbekende Eva Cassidy was.

## Waarin het liedje is gebruikt

### In films
- The Wizard of Oz (1939)
- The Philadelphia Story (1940)
- I Wake Up Screaming (1941)
- The Glenn Miller Story (1953)
- Interrupted Melody (1955)
- Dr. Phibes Rises Again (1972)
- The Pink Panther Strikes Again (1976)
- Made in America (1993)
- Sleepless in Seattle (1993)
- My Life (1993)
- My Fellow Americans (1996)
- One Fine Day (1996)
- Face/Off (1997)
- Meet Joe Black (1998)
- You've Got Mail (1998)
- Finding Forrester (2000)
- The Majestic (2001)
- Unconditional Love (2002)
- 50 First Dates (2004)
- Sky Captain and the World of Tomorrow (2004)
- Alpha Dog (2006)
- Fred Claus (2007)
- Australia (2008)
- Mees Kees op de Planken (2014)
- Blended (2014)
- Godzilla: King of the Monsters (2019)

### In rockconcerten
- Ritchie Blackmore's Rainbow
- One Love Manchester: Ariana Grande 4 juni 2017
- Love on Tour: Harry Styles 30 oktober 2021

### In televisieseries
- The Muppet Show (1976-1981) seizoen 3, episode 7 (gast: Alice Cooper), gezongen door Robin the Frog (neefje van Kermit)
- Goliath Awaits (1981)
- The X-Files (1998) seizoen 6, episode 8
- Mafiosa - als intro het gehele tweede seizoen (2008)
- Glee (2010)
- Scrubs (2006) seizoen 5, episode 7
- ER seizoen 8, aflevering 21

### In documentaires
- BBC South Pacific - als intro
- BBC The Story of the Jews
- Aerial America 'Hawaii'

## NPO Radio 2 Top 2000
| Nummer met noteringen in de NPO Radio 2 Top 2000 | '99 | '00  | '01  | '02  | '03  | '04  | '05  |
| ------------------------------------------------ | --- | ---- | ---- | ---- | ---- | ---- | ---- |
| Over the Rainbow                                 | 979 | 1861 | 1257 | 1600 | 1339 | 1913 | 1776 |

1. ↑  Een vetgedrukt getal geeft de hoogste notering aan.
2. ↑  Deze tabel is bijgewerkt tot en met de laatste editie (2024).